# Déclaration d'indépendance de Mecklenburg

Le drapeau de la Caroline du Nord porte la date de la Déclaration d'indépendance de Mecklenburg.

La Déclaration d'indépendance de Mecklenburg (en anglais : Mecklenburg Declaration of Independence) est un document considéré par certains comme la première déclaration d'indépendance faite dans les Treize colonies pendant la révolution américaine. Elle aurait été signée le 20 mai 1775 à Charlotte en Caroline du Nord par un comité de citoyens du comté de Mecklenburg. Ces derniers y déclaraient leur indépendance du Royaume de Grande-Bretagne après avoir entendu parler des batailles de Lexington et Concord.
Si l'histoire est vraie, la Déclaration de Mecklembourg précède la Déclaration d'indépendance des États-Unis de plus d'une année. Néanmoins, l'authenticité de la Déclaration d'indépendance de Mecklenburg est contestée depuis sa première publication en 1819, soit quarante-quatre ans après son écriture revendiquée. Il n'y a pas de preuve concluante confirmant l'existence du document original et aucune référence n'est constatée dans les journaux de l'époque.
Beaucoup d'historiens professionnels maintiennent que la Déclaration d'indépendance de Mecklenburg est un compte-rendu inexact d'un autre document authentique connu, les Résolutions de Mecklenburg (en). Malgré cela, le drapeau de la Caroline du Nord et le sceau de la Caroline du Nord portent la date de la Déclaration d'indépendance de Mecklenburg.